# Ren Cancan
Ren Cancan (n. 26 aprilie 1986, Jining⁠(d), Republica Populară Chineză) este o boxeră ce a reprezentat Republica Populară Chineză, medaliată olimpică. A participat la două ediții ale Jocurilor Olimpice (2012, 2016) în care a câștigat o medalie de argint și o medalie bronz.